# Bond van Nederlandse Militaire Oorlogs- en Dienstslachtoffers
De Bond van Nederlandse Militaire Oorlogs- en Dienstslachtoffers, afgekort BNMO, is een Nederlandse organisatie voor (voormalige) werknemers van defensie, brandweer, politie, ambulance en andere geüniformeerden met lichamelijk of psychisch letsel, en hun verwanten.

## Geschiedenis
In feite is de bond een voortzetting van het contact dat militaire oorlogsgewonden met elkaar hadden in Huize Kareol. Na afloop van de Tweede Wereldoorlog bestond er nog nauwelijks aandacht voor de soms zwaar gehandicapte Nederlandse militairen en de achtergebleven weduwen. De getroffen militairen richten daarom op 26 augustus 1945 zelf de BNMO op, om iets te kunnen doen aan de leefomstandigheden van deze militairen of nabestaanden van gesneuvelde militairen.
In de jaren 1950 zamelden de leden, onder andere met medewerking van Audrey Hepburn, geld in om in Doorn een terrein aan te kopen. In 1957 werd hier een woonoord voor gehandicapte militairen geopend (BNMO-Woonoord).
Oorspronkelijk stond de afkorting BNMO voor Bond van Nederlandse Militaire Oorlogsslachtoffers. In 1977 zijn ook dienstslachtoffers bij de bond betrokken, echter zonder dat er aan de afkorting BNMO iets veranderde. De bankier Willem van Lanschot RMWO was lange tijd voorzitter.
In 1983 realiseerde de BNMO een nazorgcentrum, waarin appartementen - ter vervanging van het woonoord - alsmede hotelvoorzieningen en vele ruimtes voor sport, spel, creatieve werkvormen en gespreksruimtes. Een staf van fysiotherapeuten, sport-/spelbegeleiders, activiteitenbegeleiders en groepswerkers organiseerde vormen van begeleid lotgenotencontact ter ondersteuning van het herstelproces van de deelnemende BNMO-leden (BNMO-Centrum).
De BNMO is pionier op het gebied van veteranenzorg, maar ook in de gehandicaptensport. Vanuit het algemene belang van de veteranen en dienstslachtoffers werkt de bond sinds mei 2000 samen met het Ministerie van Defensie in het Veteraneninstituut, opgezet als centrale vraagbaak voor zorg, erkenning en onderzoek ten behoeve van de Nederlandse veteranen.
Tevens is de BNMO aangesloten bij de World Veterans Federation (sinds 1950), waar Willem van Lanschot diverse jaren penningmeester en (ere)voorzitter van was. Ten behoeve van werving van middelen voor aangepaste voorzieningen en rehabilitatieprogramma's voor de doelgroep richtte de BNMO in 1970 de SFMO (Stichting Fondsenwerving Militaire Organisaties) op. Deze SFMO veranderde in 2007 haar naam in Nationaal Fonds voor Vrede, Vrijheid en Veteranenzorg, kortweg het vfonds.

### Splitsing vereniging BNMO en de uitvoeringsorganisatie
Omdat de uitvoering van zorgtaken en belangenvereniging soms lastig werkte en omdat er behoefte bestond om de dienstverlening te verbreden, werd de BNMO in 2007 gesplitst. De BNMO bleef bestaan als vereniging en belangenbehartiger, de Basis ging verder als uitvoerder van zorgdiensten. In 2007 sloot de Basis zich ook formeel aan bij het Landelijk Zorgsysteem voor Veteranen (LZV) dat dan officieel werd opgericht.

### Verbreding doelgroepen BNMO
In 2013 besloot de bondsraad van de BNMO te onderzoeken op welke wijze haar dienstverlening kon worden uitgebreid naar alle geüniformeerden in publieke dienst die bij uitoefening van het beroep fysiek of mentaal beschadigd is geraakt. Dit leidt ertoe dat de Bondsraad van de BNMO in 2015 besluit de vereniging open te stellen voor alle geüniformeerden in publieke dienst die bij uitoefening van het beroep fysiek of mentaal beschadigd is geraakt. De prioriteit wordt gelegd bij de Politie. Tijdens het 70-jarig jubileum ondertekenden het vfonds en de BNMO een intentieverklaring waarin meerjarige afspraken worden gemaakt over ondersteuning van de BNMO. De verbreding van de BNMO met het accent op de Politie leidt tot de oprichting van de Identiteitsgroep Politie van de BNMO in 2016. In 2017 ging de Stichting in Luwte die de belangen behartigde van Stichting Relaties van Oorlogsgetroffenen, Geüniformeerde Geweldsgetroffenen en Veteranen op in de BNMO.
Mede door de vele uitzendingen van de verschillende krijgsmachtsdelen naar recentere conflicthaarden vonden geregeld nieuwe aanmeldingen plaats. Daarnaast zorgde de openstelling van de BNMO voor alle geüniformeerde in overheidsdienst die bij de uitvoering van hun publieke taal fysiek of mentaal beschadigd zijn geraakt voor diverse nieuwe aanmeldingen. Zo vonden in de periode 2016-2020 veel beschadigde (voormalig) politiemensen hun weg naar de BNMO. Ook telt de BNMO een aantal leden afkomstig van de Brandweer en Ambulancezorg.

## Activiteiten
- Begeleidingsprogramma’s: Elk jaar biedt de BNMO een aantal programma’s aan haar leden aan. Deze programma’s zijn in nauw overleg tussen het NLVI en de BNMO opgesteld. Het aanbod bevat ontmoetende, thematische en verdiepende programma’s. De begeleidingsprogramma’s worden mogelijk gemaakt door de financiële ondersteuning van het vfonds.
- Projecten: De BNMO ondersteunt financieel en met mankracht projecten die zich richten op ondersteuning van veteranen met fysieke en mentale problematiek.
- Contactpersonenwerk
- Afdelingsactiviteiten: naast het contactpersonenwerk organiseren de tien regionale afdelingen een groot aantal activiteiten voor de leden. Hierbij kan worden gedacht aan contactmiddagen, uitstapjes en bijzondere programma’s rondom de feestdagen. Daarnaast vertegenwoordigen de afdelingen de BNMO bij lokale en regionale vieringen en activiteiten.
- Magazine: De BNMO geeft zeven maal per jaar een magazine uit, genaamd De Kareoler. De naam van het magazine is ontleend aan het voormalige buitenverblijf Kareoler, waar in de Tweede Wereldoorlog gewond geraakte militairen konden herstellen en militairen die blijvend invalide waren geworden werden opgevangen.

De BNMO en het NLVI  bevinden zich in Doorn op een 17 hectare groot eigen terrein.

## Onderscheidingen van de bond
De organisatie verleent twee onderscheidingen; het Bondskruis van de Bond van Nederlandse Oorlogs- en Dienstslachtoffers en de Bondsmedaille voor meerjarig lidmaatschap van de Bond van Nederlandse Oorlogs- en Dienstslachtoffers. Prins Bernhard der Nederlanden droeg het Gouden Bondskruis. Deze onderscheidingen mogen en mochten volgens het
Voorschrift Ceremonieel Tenue officieel niet op Nederlandse uniformen worden gedragen maar de Prins der Nederlanden en anderen deden dat toch.

## Structuur
De vereniging telt 10 regionale en 1 sectorale afdeling (Politie i.o.). Verspreid over de Nederlandse provincies telt de vereniging circa 3700 leden. Dat zijn oorlogs- en dienstslachtoffers, maar ook weduwen of partners. Op grond van een samenwerkingsovereenkomst tussen de BNMO en de Basis, en met steun van het Nationaal Fonds voor Vrijheid en Veteranenzorg, kunnen de leden deelnemen aan alle eerder genoemde activiteiten van de BNMO.

## Beschermvrouw
Hare Koninklijke Hoogheid Prinses Beatrix der Nederlanden.